# Democratische Partij (Japan)
De Democratische Partij (Japans: 民主党, Minshutō) was een sociaal liberale politieke partij in Japan. De partij was tot 2012 aan de macht, na een historische verkiezingsoverwinning in 2009. Hiermee kwam een eind aan 50 jaar praktisch ononderbroken regeringsmacht voor de LDP. De DP groeide van een kleine partij naar een invloedrijke kracht in modern Japan. Binnen de partij zijn er verschillende stromingen. Van 1998 tot 2016 was de naam van de partij Democratische Partij van Japan.

## Oprichting en fusies
De partij werd opgericht op 27 april 1998. Het was een fusie van vier verschillende Japanse partijen, Minseito (centrum-reformistisch), Shinto-Yuai (centrum-links en liberaal), Minshu-Kaikaku-Rengo (democratisch reformistisch) en de toenmalige Democratische Partij.
Op 24 september 2003 voegde de partij Jiyū-tō (liberaal) zich ook bij de Democratische Partij van Japan.
Door een fusie met de partij Kibō no Tō (Partij van Hoop) op 7 mei 2018 ging de partij op in de Kokumin Minshu-tō (Democratische Volkspartij).

## Aantal zetels
Na de eerste fusie (1998) bezat de partij 93 zetels in het Japanse Lagerhuis en 38 in het Hogerhuis. Die aantallen groeiden tot respectievelijk 308 in 2009 en 44 in 2010.

## Achterban
De achterban bestaat over het algemeen uit arbeiders en de middenstanders. De partij krijgt ook relatief veel steun van vrouwen en van inwoners van grote steden.

## Kopstukken
Belangrijke kopstukken uit de partij zijn:
- Ichiro Ozawa, politiek leider van de Democratische Partij en oppositieleider
- Seiji Maehara, voormalig politiek leider en lid van het Japanse Lagerhuis.
- Katsuya Okada, sinds 2009 minister van buitenlandse zaken.
- Yukio Hatoyama, partijleider van 1998 tot 2001 en van september 2009 tot juni 2010 minister-president van Japan.
- Naoto Kan, partijleider sinds 2010 en minister-president van Japan van juni 2010 tot september 2011.
- Yoshihiko Noda, partijleider sinds 2011 en minister-president van Japan van september 2011 tot december 2012.

In augustus 2009 boekte de partij een historische verkiezingszege. Lijsttrekker Hatoyama vormde een coalitieregering met twee kleinere fracties. Het kabinet werd direct geconfronteerd met de internationale financiële crisis, en minister van financiën Hirohisa Fujii moest al in januari 2010 uitgeput aftreden. Vicepremier Naoto Kan nam de portefeuille over.
In mei 2010 kwam de premier zelf in de problemen. Mede met het oog op de spanningen rond Korea herzag hij zijn voornemen om de Amerikaanse marinebasis Futenma te verplaatsen weg van het eiland Okinawa. Dit leidde niet alleen tot protest bij de achterban, maar ook tot het uittreden van de sociaaldemocraten uit de coalitie. Hatoyama kondigde op 2 juni zijn vertrek aan.